# デュエット (エミルー・ハリスのアルバム)
| 専門評論家によるレビュー | 専門評論家によるレビュー |
| レビュー・スコア         | レビュー・スコア         |
| 出典                     | 評価                     |
| ------------------------ | ------------------------ |
| オールミュージック       | [ 1 ]                    |

『デュエット』（原題：Duets）は カントリー・ミュージック・アーティストのエミルー・ハリスが他の著名なカントリー・アーティストやロック・アーティストをパートナーとしてデュエットした楽曲によるコンピレーション。アルバムの12トラックのほとんどは、もともとシングルとして、または彼女の歌唱パートナーによってリリースされたアルバムで公開されている。いくつかの曲はビルボード・ホット・カントリー・シングル・チャートの上位を得ている： ロイ・オービソンとの「ザット・ラヴィン・ユー・フィーリン・アゲイン (That Lovin' You Feelin' Again)」は 1980年に6位、ドン・ウィリアムズとの「イフ・アイ・ニーディド・ユー (If I Needed You)」が1981年に3位、ジョン・デンバーとの「ワイルド・モンタナ・スカイズ (Wild Montana Skies)」は1983年に14位、サザン・パシフィックとの「シング・アバウト・ユー (Thing About You)」が1985年に14位。そして、アール・トーマス・コンリーとの「ウィー・ビリーヴ・イン・ハッピー・エンディングス (We Believe in Happy Endings)」は1988年に1位を記録している。また、アルバム『グリーヴァス・エンジェル』でのグラム・パーソンズとの初期のデュエット「ラヴ・ハーツ」も収録されている。『デュエット』は1990年にカントリーアルバムチャートで24位を記録した。

## トラックリスト
| #   | タイトル                                                                           | 作詞・作曲                                                     | デュエット相手             | 時間 |
| --- | ---------------------------------------------------------------------------------- | -------------------------------------------------------------- | -------------------------- | ---- |
| 1.  | 「プライス・アイ・ペイ - The Price I Pay」                                         | クリス・ヒルマン、ビル・ワイルズ                               | デザート・ローズ・バンド   | 2:58 |
| 2.  | 「ラヴ・ハーツ」                                                                   | ブードロウ・ブライアント                                       | グラム・パーソンズ         | 3:40 |
| 3.  | 「ザット・ラヴィン・ユー・フィーリン・アゲイン - That Lovin' You Feelin' Again」   | ロイ・オービソン、クリス・プライス                             | ロイ・オービソン           | 4:00 |
| 4.  | 「ウィー・ビリーヴ・イン・ハッピー・エンディングス - We Believe in Happy Endings」 | ボブ・マクディル                                               | アール・トーマス・コンリー | 3:34 |
| 5.  | 「シング・アバウト・ユー - Thing About You」                                       | トム・ペティ                                                   | サザン・パシフィック       | 3:51 |
| 6.  | 「スター・オブ・ベツレヘム - Star of Bethlehem」                                   | ニール・ヤング                                                 | ニール・ヤング             | 2:43 |
| 7.  | 「オール・フォール・ダウン - All Fall Down」                                       | ロン・ピーターソン、ハーラン・ハワード                         | ジョージ・ジョーンズ       | 3:19 |
| 8.  | 「ワイルド・モンタナ・スカイズ - Wild Montana Skies」                              | ジョン・デンバー                                               | ジョン・デンバー           | 4:02 |
| 9.  | 「グリーン・パスチュアズ - Green Pastures」                                        | ヴァン・フーズ                                                 | リッキー・スキャッグス     | 3:08 |
| 10. | 「ガルフ・コースト・ハイウェイ - Gulf Coast Highway」                              | ナンシー・グリフィス、ダニー・フラワーズ、ジェームズ・フーカー | ウィリー・ネルソン         | 3:09 |
| 11. | 「イフ・アイ・ニーディド・ユー - If I Needed You」                                 | タウンズ・ヴァン・ザント                                       | ドン・ウィリアムズ         | 3:35 |
| 12. | 「エヴァンジェリン - Evangeline」                                                  | ロビー・ロバートソン                                           | ザ・バンド                 | 3:10 |

## パーソネル
- ブライアン・エイハーン – 編曲、プロデュース
- ザ・バンド – ボーカル
- アール・トーマス・コンリー – ボーカル
- リック・ダンコ – エレキベース、ボーカル
- ジョン・デンバー – ボーカル、プロデュース
- デザート・ローズ・バンド – ボーカル
- ロブ・フラボニ – プロデュース
- ガース・ファンディス – プロデュース
- エモリー・ゴーディ – プロデュース
- キャロライン・グレイショック – 写真
- エミルー・ハリス – アコースティックギター、ギター、ボーカル
- ブラッドリー・ハートマン – プロデュース、マスタリング、アセンブリ―
- ジョージ・ジョーンズ – ボーカル
- ジャネット・レヴィンソン – アート・ディレクション、デザイン
- エリオット・メイザー – プロデュース
- グレン・ミードウズ – マスタリング助手
- ウィリー・ネルソン – ボーカル
- ジム・エド・ノーマン – プロデュース
- ミルトン・オーカン – エグゼクティヴ・プロデューサー
- ロイ・オービソン – ボーカル
- グラム・パーソンズ – ボーカル、プロデュース
- ドリー・パートン – ハーモニー・ボーカル
- ロビー・ロバートソン – プロデュース
- ラリー・サミュエルズ – エグゼクティヴ・プロデューサー
- ランディ・スクラッグス – プロデュース
- エド・シエイ – プロデュース
- ビリー・シェリル – プロデュース
- ジョン・サイモン – プロデュース
- リッキー・スキャッグス – ボーカル
- サザン・パシフィック – ボーカル、プロデュース
- ドン・ウィリアムズ – ボーカル、プロデュース
- ポール・ワーリー – プロデュース
- バーニー・ウィコッフ – プロデュース
- ニール・ヤング – ボーカル

## チャートでのパフォーマンス
| チャート（1990）                         | ピーク ポジション |
| ---------------------------------------- | ----------------- |
| 米国のビルボードトップカントリーアルバム | 24                |